# 新卡夏尼夫卡
47°57′11″N 36°3′10″E / 47.95306°N 36.05278°E
新卡夏尼夫卡（烏克蘭語：Новокасянівка）是位於烏克蘭東南部的村莊，由扎波羅熱州扎波羅熱区的新米科拉伊夫卡市鎮負責管轄。該村始建於1931年，面積2.48平方公里，海拔高度129米，2001年人口24，人口密度每平方公里9.7人。